# Wimshurstmaschine

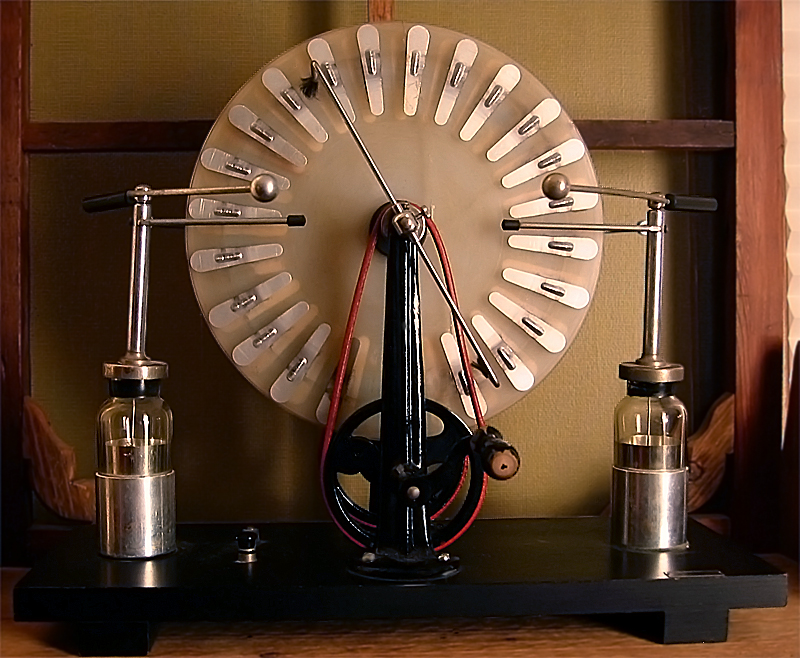
Wimshurstmaschine mit zwei Leidener Flaschen

Eine Wimshurstmaschine ist eine frühe Influenzmaschine zur Erzeugung von Hochspannung mit Hilfe der Influenz. Benannt wurde sie nach ihrem britischen Erfinder James Wimshurst, welcher diese Maschine 1878 entwickelte.

## Aufbau

Funktionsschema mit Ladungsverteilung

Charakteristisch sind die beiden vertikal montierten, gegenläufigen und nichtleitenden Scheiben, auf denen sich leitende Segmente aus Metall befinden. 
Auf jeder Seite der beiden Scheiben befindet sich ein „Neutralisator“ (Siehe Abbildung: Neutralisator verläuft auf der Vorderseite von oben links nach unten rechts), der durch Abnehmer jeweils gegenüberliegende Segmente auf einer Scheibe verbindet. Nachdem die Metallsegmente die Neutralisatoren passiert haben, sind die Metallplatten elektrisch geladen. Zwei Abnehmer, einen für positive und einen für negative Ladung, greifen dann auf beiden Seiten die Ladung der Metallplatten ab. Die beiden Pole sind durch eine Funkenstrecke, die aus zwei gegenüberstehenden Kugeln gebildet wird, verbunden.
Durch Verstellen der Neutralisatoren lässt sich die Maschine auf hohen Ausgangsstrom oder hohe Ausgangsspannung einstellen: Bei hoch eingestellten Neutralisatoren (wie in der Abbildung zu sehen) liefert die Maschine eine hohe Spannung (bis über 100 kV). Befinden sich die Neutralisatoren nahe der Abnehmer (links und rechts), so sinkt die Ausgangsspannung und der mögliche Ausgangsstrom steigt an.
Die Wimshurstmaschine benötigt für den Start keine elektrische Initialladung, da immer geringe Störungen des neutralen Gleichgewichtszustandes der Ladungsverteilung vorhanden sind. Wesentlich für die gegenseitige Verstärkung ist dabei, dass immer zumindest zwei Segmente Ladungen in dem gerade durch die Bürste abgeleiteten Segment auf der gegenüberliegenden Scheibe influenzieren. Nur so ist es überhaupt möglich, dass sich die Ladung kontinuierlich erhöht. Würde immer nur ein Segment als Erreger des gegenüberliegenden auftreten, so wäre die influenzierte Ladung immer genau gleich groß wie die Anfangsladung und könnte sie nie verstärken. Für den Betrieb ist mechanische Energie in Form einer Drehbewegung erforderlich. Am Ausgang steht bei konstanter Drehzahl der Scheiben ein konstanter elektrischer Strom (einige 10 µA) zur Verfügung.
Gespeichert werden kann die Ladung wie bei jeder anderen Hochspannungsquelle in hochspannungstauglichen Kondensatoren, welche wie bei anderen historischen elektrotechnischen Geräten beispielsweise in Form von Leidener Flaschen realisiert sein können. Sie glätten die Spannung und dies ergibt eine geringfügig größere Schlagweite, d. h. die vom Funken maximal überbrückbare Luftstrecke, sowie eine höhere Entladungs-Stromstärke. Während man ohne Kondensatoren lediglich ein leises Knacken hört und die Überschläge nur im Dunkeln zu beobachten sind, können mit Speicherkondensatoren laute helle Funken erzeugt werden.